# Lijst van burgemeesters van Zaandam
Dit is een lijst van burgemeesters van de voormalige Nederlandse gemeente Zaandam in de provincie Noord-Holland van 1811 tot 1974. Op 1 januari 1974 ging de gemeente Zaandam op in de gemeente Zaanstad.
| Ambtsperiode            | Portret | Naam burgemeester                   | Partij of stroming | Bijzonderheden                                                  |
| ----------------------- | ------- | ----------------------------------- | ------------------ | --------------------------------------------------------------- |
| 1779                    |         | Engel van de Stadt                  |                    |                                                                 |
| 1783 - 1784             |         | Engel van de Stadt                  |                    |                                                                 |
| 1815 - 1819             |         | Engel van de Stadt                  |                    |                                                                 |
| 1819 - 18??             |         | Dirk Dekker en J. Vander            |                    |                                                                 |
| 1824 - 18??             |         | G. Fontein Verschuur                |                    |                                                                 |
| 18?? - 18??             |         | D. Dekker                           |                    |                                                                 |
| 1832 - 18??             |         | Huibert van de Stadt                |                    | zoon van Engel van de Stadt                                     |
| 1838 – 1845             |         | Gerrit van Orden                    |                    | * Zaandam 18 december 1774 – † aldaar,13 januari 1854           |
| 1846 – 1852             |         | Cornelis van de Stadt               |                    | zoon van Engel van de Stadt                                     |
| 1852 – 1871             |         | mr. Hendrik Jan Smit                | liberaal           |                                                                 |
| 1871 – 1877             |         | A. Greebe                           |                    |                                                                 |
| 1878 – 1894             |         | H.J.Versteeg (1842-1919)            |                    | eerder burgemeester van Westzaan en burgemeester van Wormerveer |
| 1895 – 1902             |         | Hendrik Johan Christiaan van Tienen |                    |                                                                 |
| 1902 – 1914             |         | jhr.mr. Carel Adolf Elias           | liberaal           |                                                                 |
| 1914 – 1937             |         | Kornelis ter Laan                   | SDAP               |                                                                 |
| 1937 – 4 mrt. 1941      |         | Joris in 't Veld                    | SDAP               | afgezet door de Duitse bezetter                                 |
| maart 1941 – april 1942 |         | Cornelis van Ravenswaay             | NSB                |                                                                 |
| 3 april 1942 - mei 1942 |         | Barthold Arnold van der Sluijs      | NSB                | waarnemend                                                      |
| mei 1942 - juli 1942    |         | G. Nieuwenhuijs                     | NSB                | waarnemend                                                      |
| 13 juli 1942 - mei 1945 |         | Hendrik Vitters                     | NSB                |                                                                 |
| 5 mei 1945 – 1948       |         | Joris in 't Veld                    | SDAP / PvdA        |                                                                 |
| 1948 – 1958             |         | Wim Thomassen                       | PvdA               | werd burgemeester van Enschede                                  |
| 1958                    |         | Rinus Hille                         | PvdA               | waarnemend                                                      |
| 1958 – 1966             |         | Gerrit (G.J.D.) Franken             | PvdA               |                                                                 |
| 1966 – 1967             |         | Ies (I.) Baart                      | PvdA               | in het ambt overleden op 17 oktober 1967                        |
| 1967 – 1968             |         | Rinus Hille                         | PvdA               | waarnemend                                                      |
| 1968 – 1973             |         | Reint (R.) Laan jr.                 | PvdA               | werd burgemeester van Zaanstad                                  |